# 대구 파계사 영산회상도
대구 파계사 영산회상도(大邱 把溪寺 靈山會上圖)는 대한민국 대구광역시 동구 파계사에 있는 조선시대의 영산회상도이다.
1995년 1월 10일 대한민국의 보물 제1214호로 지정되었다.

## 개요
석가가 영축산에서 제자들에게 설법하는 장면을 묘사한 영산회상도이다. 크기는 길이 340㎝, 폭 254㎝이며 비단 위에 채색되었다.
중심에 본존불인 석가여래를 두고 좌우대칭으로 여러 보살과 무리들이 석가를 에워싸고 있다. 주로 녹색과 붉은색을 사용해 밝고 화려하며 옷에 칠해진 금빛이 매우 찬란하다. 이 그림은 다른 영산회상도와 구별되는 몇 가지 특징이 있다. 첫째, 조선시대 불화에서 석가여래의 광배는 몸뒤의 신광과 머리의 두광을 함께 표현하는데 비해 이 그림은 신광만을 표현했다. 둘째, 부처님의 옷에 밭 전(田)자 무늬가 그려져 있지 않았고 셋째는 부처의 오른쪽 발목에 꽃잎장식이 보이지 않는 점이 그러하다. 능숙한 붓놀림과 화려한 채색 등이 매우 돋보이는 18세기 초를 대표하는 불화이다.
이 영산회상도는 조선 숙종 33년(1707)에 왕실에서 뜻을 모아 제작한 것으로 자료적인 가치도 매우 높은 작품이다.

## 같이 보기
- 파계사

## 참고 자료
- 대구 파계사 영산회상도 - 국가유산청 국가유산포털